# 10676 Jamesmcdanell
10676 Jamesmcdanell este un asteroid din centura principală de asteroizi.

## Descriere
10676 Jamesmcdanell este un asteroid din centura principală de asteroizi. A fost descoperit pe 25 iunie 1979 la Siding Spring de Eleanor Francis Helin și Schelte J. Bus. Asteroidul prezintă o orbită caracterizată de o semiaxă mare de 2,30 ua, o excentricitate de 0,18 și o înclinație de 3,4° în raport cu ecliptica.